# Gérald Dondon
Gérald Dondon est un footballeur français, international martiniquais, né le 4 octobre 1986 à Fort-de-France. Il évolue au poste de défenseur avec le Club Franciscain en R1 Martinique et avec la sélection de la Martinique.

## Biographie

### Carrière internationale
Gérald Dondon réalise ses débuts en équipe de Martinique lors des éliminatoires de la coupe caribéenne des nations 2008 en rentrant à la 84e minute contre Saint-Vincent au stade Louis-Achille de Fort-de-France (victoire 3-0).

## Palmarès
- Finaliste de la Coupe de l'Outre-Mer en 2008 et 2012